# チェコスロバキア国境要塞線
チェコスロバキア国境要塞線（チェコスロバキアこっきょうようさいせん。チェコ語: Československé opevnění）は、チェコスロバキア・ドイツ国境を中心に構築された、チェコスロバキアの対ドイツ及び周辺国からの侵攻対策の要塞線の総称である。
オロモウツ州（ドイツ・シレジア地域との国境）から南モラヴィア州（オーストリア国境）にまで至る、長大な複合要塞である。

## 構造
第二次世界大戦終戦まで
要塞線は国境に合わせて建設され、約1万個のトーチカと野戦砲などの兵器が装備された約100個の砲郭で構成される。
野戦砲などが装備された砲郭はフランス・ドイツ国境に築かれたマジノ線と同等で、重機関銃などはマジノ線より近代的なものも配備された。
工業地帯のズデーテン地方などの重要拠点を防衛するため、チェコスロバキア・ドイツ国境には二重・三重の要塞線が築かれた。
第二次世界大戦以後（冷戦期）
冷戦時、ソ連の衛星国となったチェコスロバキア社会主義共和国では、西側諸国の侵攻に備えて野戦砲の更新などの近代化改修を行い、1990年代に共産主義政党の一党独裁が終わるとその役目を終えた。

## 装備
建築当時は 47mm P.U.V. vz. 36砲やブレダM37重機関銃、Skoda 75 mm Model 1936 が配備されていた。

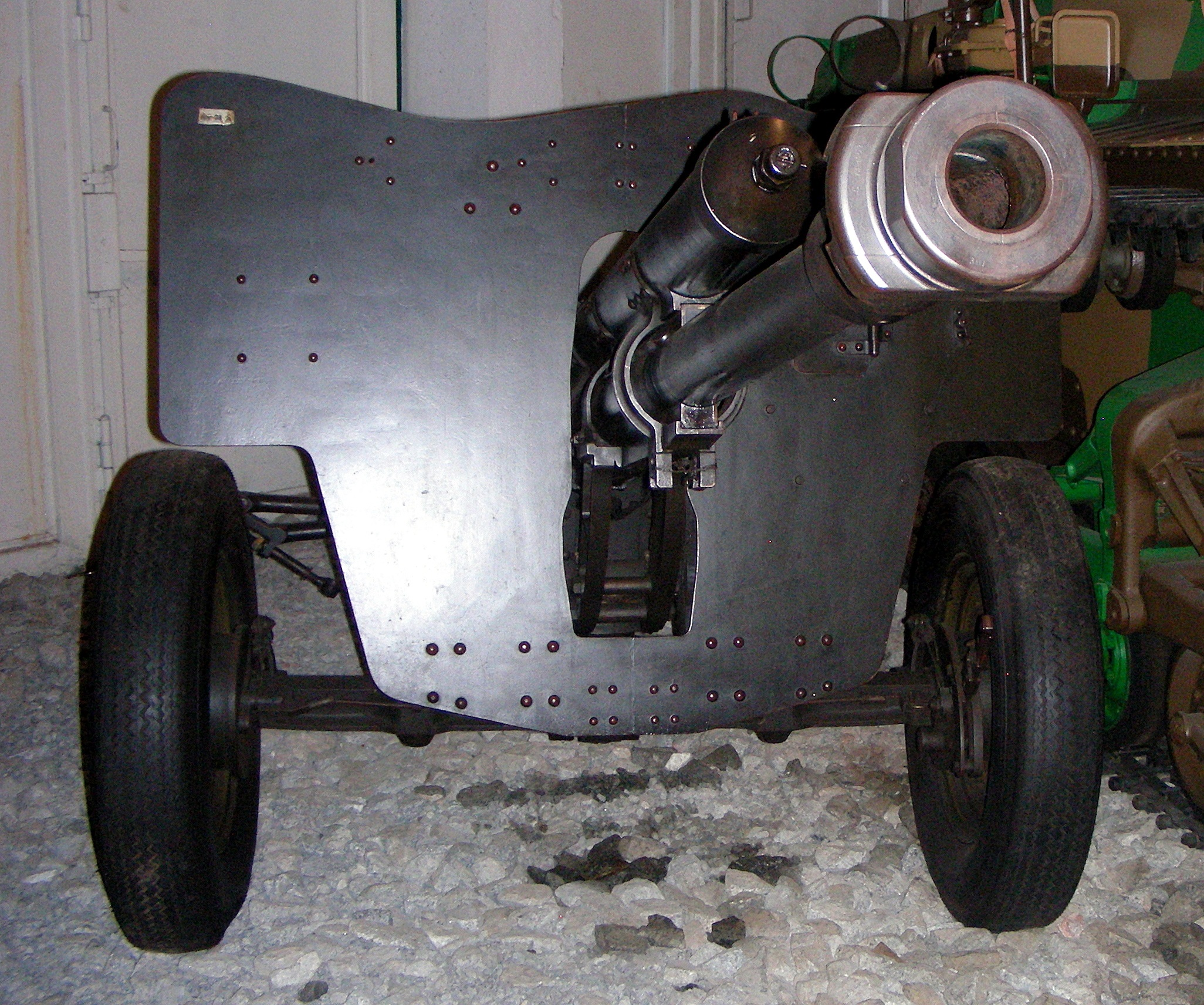
47mm KPÚV vz. 38砲

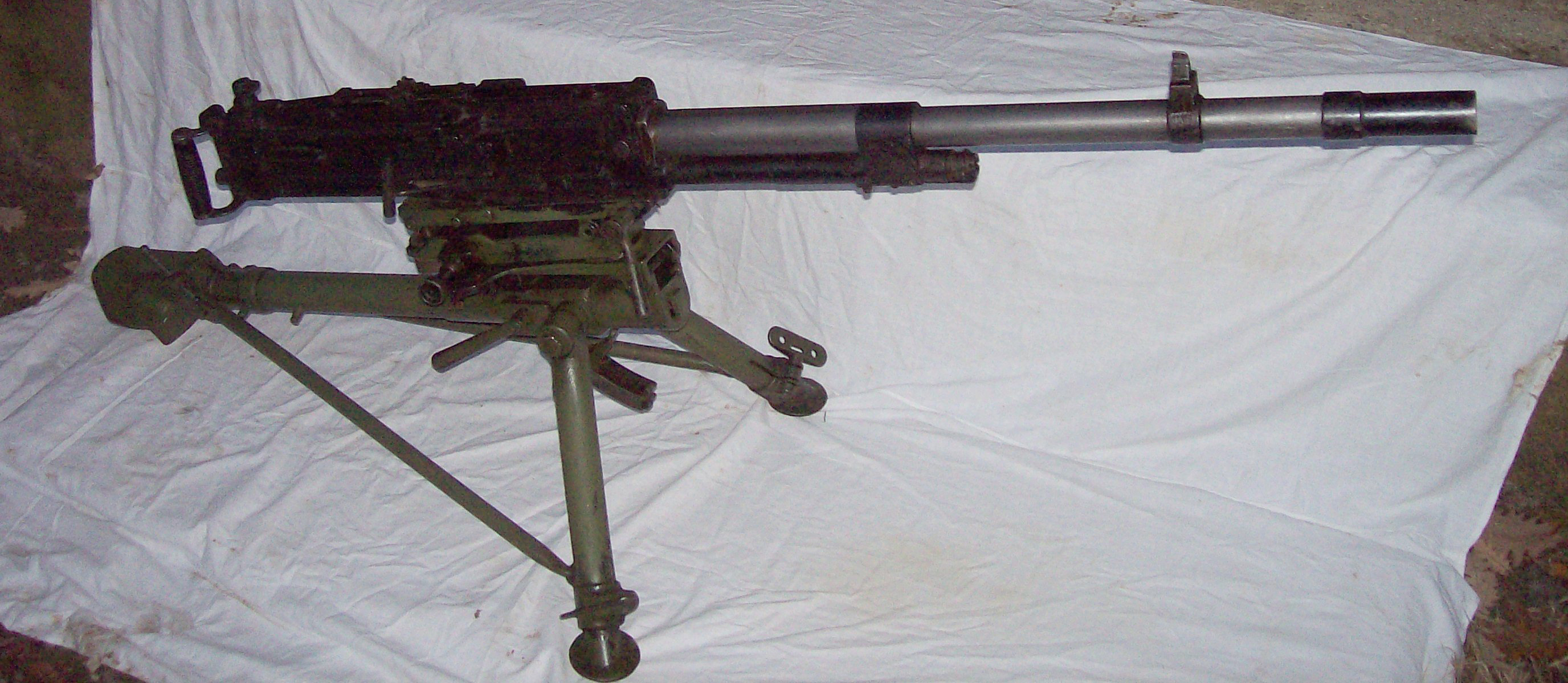
ブレダM37重機関銃

近代化改修後は対戦車砲を75mmから85mmのソ連製の対戦車砲に更新された。

## 現在のチェコスロバキア国境要塞線
北部の要塞を中心に一部は美術館に改装された。
ほとんどの要塞には自由にアクセスできるが、一部レンタルされている要塞もある。

## 参考
- http://www.fortif.net/files/overview.php
- “Military history” (英語). East-Bohemia.info - official tourism portal for the Pardubice Region.  パルドゥビツェ. 2022年8月25日閲覧。
- http://mapa.opevneni.cz/?n=48.931465&e=17.892468&r=1a955000010&z=7&m=t&l=cz [リンク切れ]
- “Muzea čs. opevnění a ostatní sdružené stránky” (チェコ語). 2022年8月25日閲覧。